# Pierre-Marie-Charles de Lorme
Pierre-Marie-Charles de Lorme, francoski general, * 1886, † 1946.